# Inia Seruiratu
Inia Batikoto Seruiratu est un militaire puis homme politique fidjien. Il est le chef de l'opposition parlementaire depuis mars 2023.

## Biographie

### Carrière militaire et administrative
Il rejoint les Forces militaires royales fidjiennes en 1987. Il prend part à plusieurs missions des forces fidjiennes à l'étranger sous l'égide de l'Organisation des nations unies : la Force multinationale et observateurs au Sinaï, la Force intérimaire des Nations unies au Liban, et la Mission d'observation des Nations unies en Irak et au Koweit. Il prend part également à la Mission régionale d'assistance aux Îles Salomon, force d'intervention internationale océanienne de restauration de l'ordre aux Îles Salomon. Il atteint le grade de lieutenant-colonel.
Il se lance dans l'administration d'entreprises, étant membre du comité de direction de la Fiji Hardwood Corporation (entreprise de production de bois dur) de 2007 à 2010, puis d'une entreprise locale de production de riz dans la province de Rewa en 2011. Cette même année, il devient membre du comité de direction de l'autorité publique de transport routier. En 2014 il devient membre du comité de direction de la iTaukei Affairs Board, l'organisme public chargé de travailler avec le gouvernement pour assurer la bonne gouvernance et la prise en compte des intérêts de la population autochtone fidjienne. En 2012 il est président du comité technique du Centre sur le Développement rural intégré pour l'Asie et le Pacifique, organisation intergouvernementale qui regroupe quatorze États asiatiques plus les Fidji ; en 2015, il en est le président du conseil de gouvernement.

### Carrière politique

#### Ministre
En novembre 2012 il est fait ministre de l'Agriculture, des Pêcheries, des Forêts, du Développement des provinces, et de la Gestion des désastres naturels, dans le gouvernement du Premier ministre Frank Bainimarama. Élu député au Parlement des Fidji aux élections législatives de septembre 2014, il est reconduit à ses fonctions de ministre de l'Agriculture et du Développement rural et maritime, et de ministre de la Gestion des catastrophes naturelles. En 2017, dans le cadre de la présidence fidjienne de la Conférence des Nations unies sur les changements climatiques (COP23), il est nommé « responsable de l'avancement du Programme d'action global sur le climat », chargé de « renforcer les partenariats et la coopération entre les gouvernements, les villes, les entreprises, les investisseurs et les citoyens » en vue de la réduction des émissions de gaz à effet de serre.
Réélu député aux élections de novembre 2018, il est nommé ministre de la Défense et de la Sécurité nationale par Frank Bainimarama. Fin janvier 2019, il devient également ministre des Affaires étrangères, tout en conservant son ministère initial. En avril 2020, le Premier ministre procède à un remaniement ministériel : Il reprend en charge le ministère des Affaires étrangères, mais confie à son ministre de la Défense le ministère de la Gestion des désastres naturels - alors que le pays doit gérer simultanément la pandémie de Covid-19 sur son territoire et les dégâts causés par le passage du cyclone Harold. La gestion de ces deux crises est ainsi associée à la défense et à la sécurité nationales. Dans le même temps, Inia Seruiratu prend en charge le ministère du Développement rural et maritime.  

#### Chef de l'opposition
Le parti Fidji d'abord perd le pouvoir aux élections de 2022, auxquelles Inia Seruiratu est toutefois réélu député. Il siège dès lors sur les bancs de l'opposition face au gouvernement de Sitiveni Rabuka. En février 2023, Frank Bainimarama est suspendu du Parlement pour une durée de trois ans, la majorité parlementaire ayant estimé que son premier discours au Parlement après ces élections était « séditieux ». Il y avait accusé le nouveau gouvernement de ne pas vouloir respecter la Constitution, et le président Wiliame Katonivere de ne pas suffisamment la défendre. Le 8 mars, Frank Bainimarama démissionne de son poste de député ; il demeure chef du parti, mais, n'étant plus député, renonce au poste de chef de l'opposition parlementaire. Le 29 mars, les députés du parti élisent Inia Seruiratu à cette fonction.
Le 31 mai 2024 il est exclus du parti avec seize autres députés pour avoir voté au Parlement une hausse substantielle des salaires des députés, en violation d'une directive du parti qui exigeait que ses députés votent contre. Fin juin, l'autorité publique d'enregistrement des partis politiques enjoint le parti à adopter des règles de gestion de ses conflits internes, faute de quoi il serait dissous. Les chefs du parti ayant tous démissionné, Fidji d'abord est toutefois dans l'incapacité d'obéir à cette injonction. En conséquence, il est dissous le 2 juillet. Inia Seruiratu et les autres députés élus avec l'étiquette Fidji d'abord deviennent des indépendants,.